# Margel (Einheit)
Margel war eine Masseneinheit (Gewichtsmaß) in Hamburg. Das Maß fand Anwendung im Tranhandel.
- 1 Margel = 2 1/3 Pfund = 2 ¼ Quartier
- ½ Quartel = 1 Tonnen = 6 Stechkannen = 96 Margel = 216 Pfund (Hamburger)
- Walöl: 1 Fass = 1 ¼ Tonne = 7 ½ Stechkanne = 120 Margel = 160 Quartier[1]
- 1 Tonne = 88 bis 90 Margel[2]